# Palazzo Pieri Nerli
Il Palazzo Pieri Nerli è un palazzo rinascimentale situato a Montalcino, in via Ricasoli.

## Storia
Il Palazzo vene costruito, nel 1555, per dare una sede alla guarnigione francese guidata da Biagio di Monluc, che era stata inviata da Enrico II in soccorso alla neonata Repubblica di Siena riparata in Montalcino. Dopo la guerra l'edificio si trasformò in un palazzo signorile, che ebbe vari nomi: Casa Clementi (XVIII secolo) dal nome di una Capitano di Giustizia; Palazzo Lovatelli (XIX secolo) di proprietà dei Conti d'Argiano; e Palazzo Pieri-Pecci. Nel 1920 fu acquistato da un largo azionariato popolare cooperativistico ed il palazzo fu trasformato in Casa del Popolo (poi Casa del Fascio e nel dopoguerra di nuovo in Casa del Popolo). Ad oggi la struttura ospita: Il Circolo Arci, la sede del PD ed alcuni appartamenti.

## Descrizione
L'edificio, che si affaccia su via Ricasoli, ha la forma di un trapezio e si sviluppa su tre piani (compreso il piano terra) di cui uno mezzanino. È coperto da un tetto con manto in laterizio. All'interno vi è grande cortile porticato e loggiato con pozzo, in cui si accede attraverso un enorme portone.